# Eta Microscopii
Eta Microscopii (η  Microscopii, förkortat Eta Mic, η  Mic) som är stjärnans Bayerbeteckning, är en ensam stjärna belägen i den södra delen av stjärnbilden Mikroskopet. Den har en skenbar magnitud på 5,53 och är svagt synlig för blotta ögat där ljusföroreningar ej förekommer. Baserat på parallaxmätning inom Hipparcosuppdraget på ca 4,6 mas, beräknas den befinna sig på ett avstånd på ca 710 ljusår (ca 220 parsek) från solen.

## Egenskaper
Eta Microscopii är en orange jättestjärna av spektralklass K3 III. Den har en radie som är knappt 30 gånger större än solens och utsänder från dess fotosfär ca 460 gånger mera energi än solen vid en effektiv temperatur på ca 4 400 K.